# Bellefontaine (Vosgos)
 Bellefontaine  es una población y comuna francesa, en la región de Lorena, departamento de Vosgos, en el distrito de Épinal y cantón de Plombières-les-Bains.

## Demografía
| 1021 | 927 | 888 | 875 | 917 | 856 |
| Para los censos de 1962 a 1999 la población legal corresponde a la población sin duplicidades (Fuente: INSEE [Consultar]) |     |     |     |     |     |